# Sommer-Paralympics 2016/Teilnehmer (Jordanien)
| stlisierte Goldmedaille | stlisierte Silbermedaille | stlisierte Bronzemedaille |
| ----------------------- | ------------------------- | ------------------------- |
| —                       | 2                         | 1                         |

Jordanien entsandte drei Athletinnen und sieben Athleten zu den Paralympischen Sommerspielen 2016 in Rio de Janeiro,  die in drei Sportarten antraten. Fahnenträgerin für Jordanien bei der Eröffnungsfeier war die Tischtennisspielerin Khetam Abuawad.

## Medaillen

### Medaillenspiegel
| Rang   | Sportart     | Gold | Silber | Bronze | Gesamt |
| ------ | ------------ | ---- | ------ | ------ | ------ |
| 1      | Powerlifting | 0    | 2      | 1      | 3      |
| Gesamt | Gesamt       | 0    | 2      | 1      | 3      |

## Teilnehmer nach Sportart

### Leichtathletik
Laufen
| Athleten     | Wettbewerb | Vorlauf | Vorlauf | Halbfinale | Halbfinale | Finale        | Finale        | Rang |
| Athleten     | Wettbewerb | Zeit    | Rang    | Zeit       | Rang       | Zeit          | Rang          | Rang |
| ------------ | ---------- | ------- | ------- | ---------- | ---------- | ------------- | ------------- | ---- |
| Männer       |            |         |         |            |            |               |               |      |
| Sa'ada Bilal | 400 m T47  | 50,42 s | 4       | —          | —          | ausgeschieden | ausgeschieden | 9    |

### Powerlifting (Bankdrücken)
| Athleten                           | Wettbewerb  | Ergebnis | Rang   |
| ---------------------------------- | ----------- | -------- | ------ |
| Männer                             |             |          |        |
| Omar Sami Hamadeh Qarada           | bis 49 kg   | 177 kg   | Silber |
| Abdelkareem Mohmmad Ahmad Khattab  | bis 72 kg   | NVL      | NVL    |
| Mutaz Zakaria Daoud Aljuneidi      | bis 88 kg   | 190 kg   | 7      |
| Haidarah Abdallah Hasan Alkawamleh | bis 107 kg  | 204 kg   | 5      |
| Jamil Elshebli                     | über 107 kg | 234 kg   | Bronze |
| Frauen                             |             |          |        |
| Tharwh Tayseer Hamdan Alhajaj      | bis 86 kg   | 119 kg   | Silber |

### Tischtennis
| Athleten                         | Wettbewerb      | Gruppenphase       | Gruppenphase | Achtelfinale    | Achtelfinale | Viertelfinale | Viertelfinale | Halbfinale    | Halbfinale    | Finale        | Finale        | Rang |
| Athleten                         | Wettbewerb      | Gegner             | Erg.         | Gegner          | Erg.         | Gegner        | Erg.          | Gegner        | Erg.          | Gegner        | Erg.          | Rang |
| -------------------------------- | --------------- | ------------------ | ------------ | --------------- | ------------ | ------------- | ------------- | ------------- | ------------- | ------------- | ------------- | ---- |
| Männer                           |                 |                    |              |                 |              |               |               |               |               |               |               |      |
| Asama Abu Jame'                  | Einzel C3       | T. Brüchle         | 1:3          | T. Schmidberger | 0:3          | ausgeschieden | ausgeschieden | ausgeschieden | ausgeschieden | ausgeschieden | ausgeschieden | 9    |
| Asama Abu Jame'                  | Einzel C3       | Jeyoung Y.-i.      | 3:2          | T. Schmidberger | 0:3          | ausgeschieden | ausgeschieden | ausgeschieden | ausgeschieden | ausgeschieden | ausgeschieden | 9    |
| Frauen                           |                 |                    |              |                 |              |               |               |               |               |               |               |      |
| Maha Al-Bargouthi                | Einzel C1-2     | Liu Jing           | 0:3          | —               | —            | ausgeschieden | ausgeschieden | ausgeschieden | ausgeschieden | ausgeschieden | ausgeschieden | 9    |
| Maha Al-Bargouthi                | Einzel C1-2     | R. Mccarron Rooney | 0:3          | —               | —            | ausgeschieden | ausgeschieden | ausgeschieden | ausgeschieden | ausgeschieden | ausgeschieden | 9    |
| Khetam Abuawad                   | Einzel C5       | Maria Paredes      | 3:0          | —               | —            | I. Lundbäck   | 0:3           | ausgeschieden | ausgeschieden | ausgeschieden | ausgeschieden | 5    |
| Khetam Abuawad                   | Einzel C5       | C. Tabib           | 3:0          | —               | —            | I. Lundbäck   | 0:3           | ausgeschieden | ausgeschieden | ausgeschieden | ausgeschieden | 5    |
| Khetam Abuawad Maha Al-Bargouthi | Mannschaft C4-5 | —                  | —            | Mexiko          | 1:2          | ausgeschieden | ausgeschieden | ausgeschieden | ausgeschieden | ausgeschieden | ausgeschieden | 9    |